# Budapest–Vácrátót–Vác-vasútvonal
A Budapest–Vácrátót–Vác-vasútvonal (gyakran: Budapest–Veresegyház–Vác-vasútvonal) a MÁV 71-es számú, villamosított egyvágányú vasútvonala. Budapesti elővárosi vonal.

## Története

### A vasútvonal megnyitásáig
A Magyar Királyi Államvasutak pozsonyi vasútvonalának Rákospalota-Újpest állomásától induló, Veresegyházon át a szintén MÁV tulajdonú Gödöllő állomásig tartó 28,5 km hosszú vonalat 1911. szeptember 2-án nyitották meg a forgalomnak.
A Veresegyháznál kiágazó, ugyancsak MÁV állomásig, Vácig tartó vonalszakaszt 1911. október 4-én adták át a forgalomnak. A kezdetektől fogva villamosüzemre berendezett vasútvonal kezelését a MÁV látta el. A  Az ország első villamosított vasútjának létesítését az 1908. évi XXXIV. törvénycikk engedélyezte, a vasút építését a Villamos Vállalatok Részvénytársaság végezte. A vasútvonal létesítésével kapcsolatos első gondolatok – még ha nem is villamosított üzemmel – 15 éves múltra tekintenek vissza. E 15 év meglehetősen szövevényes, teli ellentmondásokkal és természetesen nyílt és burkolt érdekellentétekkel. A vasúttal kapcsolatos első kezdeményezés 1891. július 22. született, amikor is a lovagi címmel bíró Hübner Ferenc mérnök előmunkálati engedélyt kért és kapott a magyar királyi kereskedelemügyi minisztertől egy Budapest és Veresegyház közötti helyiérdekű vasút létesítésére. Hübner Ferenc – bár a munkák folytak – a vasút végpontjának módosítását többször is kérte, 1893-ban Veresegyház helyett Kis-Szent-Miklósig (e helység neve először Őrszentmiklósra, majd a megvalósult vasútvonal Őrszentmiklós–Vácbottyán állomás nevéből mai Őrbottyánra változott), 1895-ben pedig Rátóton (ma: Vácrátóton) át Vácz–Hartyánig (ma: Váchartyán) kérte a vonal meghosszabbítást.
Bár már 1895-ben elfogadásra került egy olyan javaslat, miszerint az új vonal Vácon érintse a Budapest–Marchegg-i vonalat, de ezzel még korántsem lett lezárt téma a vonalvezetés.
Csak néhány kiragadott példa a variánsokból:
- Üzemmód: eredetileg villamos, majd Budapest és Fót között villamos, számos vonalvariánsban gőzvontatás, Vác és Szada között villamosvontatás, Veresegyház–Gödöllő között villamosvontatás (Hajós Menyhért, 1903);
- pesti végpont: Budapest–Rákospalotai Közúti Villamos Vasút Rt., Budapest–Csömöri Közúti Vasút, Budapest Keleti pu.; Budapest–Miskolc és Buda-fővonalak közötti kapcsolat
- lehetőségek: Gödöllő–Veresegyház– Vác, Aszód–Vác, Hatvan–Vác.

1898-1899-ben ugyan feloszlott a Hübner Ferenc és Kurz Alajos által Rákospalota–Fót–Veresegyház–Vác vonalvezetéssel tervezett villamos üzemű helyiérdekű vasút megvalósulására létrejött konzorcium, de a következő évben, 1900-ban a helyiérdekű vasút témájában színre lépő Blaskovich Elemér nézsai földbirtokos új összeköttetéseket is nevesített. Így: Rétság–Felsőpetény–Alsópetény–Nézsa–Csővár–Alsópenz– Felsőpenz–Rád–Duka–Vác–Hartyán–Váczrátót–Őrszentmiklós–Veresegyház–Fót–Rákospalota-Újpest, Duka–Vác, Rákospalota-Újpest–Fót–Mogyoród–Veresegyház–Szada–Gödöllő–Vác, Alag-lóversenytér (szárnyvonal), Duka–Rád–Pencz közötti szárnyvonal.
1903-tól Blaskovich Elemér Hajós Menyhért földbirtokossal fogott össze, gyakorlatilag a később megvalósult vasút mielőbbi megépítésére Hajós Menyhért hatásának tudható be a gőzmozdonyos üzem elvetése. 1906-tól a vasút megvalósítására létrejött érdekeltséget Gosztonyi Tibor cs. K. kamarás földbirtokos vezeti.
A Vasúti és Közlekedési Közlöny 1908. június 3-i szám Kossuth Ferenc kereskedelemügyi magyar királyi miniszter aláírásával közölte a törvényjavaslatot „a vácz – budapest – gödöllői helyiérdekű villamos vasút engedélyezéséről”. A javaslatot az országgyűlés 1908. július 22-én tárgyalta és elfogadta azt. A törvény az Országos Törvénytárban 1908. július 28-án lett kihirdetve. A konkrét építkezések 1909 tavaszán indultak. Az 1911. szeptember elsejére tervezett átadások illetve megnyitások kismértékben késtek. A Rákospalota-Újpest–Gödöllő vonalon az üzem felvételére 1911. szeptember 2-án, a Gödöllő–Veresegyház–Vácz vonalszakaszon pedig október 3-án került sor.
A vasútvonal nagy része a Gödöllői-dombságban haladt, legnagyobb emelkedője 17 ezrelék volt. A felépítmény a másodrangú vasúthoz hasonlóan 12 m hosszú, 23,6 kg/fm tömegű, „i” jelű sínekből épült, a síneket vágánymezőnként 17 darab talpfára fektették. Jelentős műtárgy épült Rákospalota-Újpesten, ahol a helyiérdekű vasutat a pozsonyi fővonal fölött egy 15,4 m nyílású, rácsos szerkezetű vashídon vezették át. A vasútépítési munkák majd két és fél hónapot vettek igénybe, a kisajátítások, illetve a villamos berendezések miatt az építkezés költsége magas volt. A vontatáshoz a villamos energiát a Villamos Vállalatok Részvénytársaság újpesti erőműve szolgáltatta.

### A VBG Helyi Érdekű Villamos Vasút üzeme 1945-ig
A Vác–Budapest–Veresegyház–Gödöllő (VBG) Helyi Érdekű Villamos Vasút megnyitásakor Rákospalota-Újpest és Vác állomás közötti 40 km hossza, mintegy közepén lévő Veresegyház állomásra ágazik ki a 10,4 km hosszú vonalrész. A pálya meglehetősen hullámos, legnagyobb emelkedései 15‰-esek, melyek a vonal mintegy 1/5 részét teszik. Legkisebb sugara 300 m, legnagyobb tengelynyomása 12 t, a vonatok maximális sebessége 50 km/h, tengelyszáma 32.
A MÁV által kezelt villamosított vonal kezdetben, megnyitásakor a 10 kV 15 3/4 Hz-s jellemzőjű áramellátását az Istvántelki Főműhely közvetlen szomszédságában létesített „villamos centrálé”, a vasút vállalkozója a Phöbus villamos Rt. biztosította. „A villamos czentráléban előállított egyfázisú 15 periódusú váltakozó áram 10 000 volt feszültséggel kerül a munkavezetékbe.”
Veresegyháznál Trianon után a Vác–Gödöllő irányú közvetlen eljutást biztosító deltavágányt fölszedték 1921 nyarán. Erre a Szövetséges Ellenőrző Bizottság cseh követelésre hozott döntése  kötelezte Magyarországot.
Később, 1924-ben a hálózati veszteségek csökkentésére a vonali feszültségek 10 kV-ról 12 kV-ra emelkedtek, ekkor a hálózati frekvencia 18 3/4 Hzre módosult.
1940-től változatlan vonali feszültség mellett a frekvencia 16 2/3 Hz lett.

### A járművekről és az üzemről
A személyszállítási feladatok megoldásához 11 db a prágai Smíchovban működő Ringhoffer Gyár és a Győri Magyar Vaggon és Gépgyár együttműködésében épült motorkocsikat, valamint 8 db Győrben épült motormellék- kocsit állítottak üzembe. Ezek adatai:
| Név      | Típus       | Pályaszám   | Dátum |
| -------- | ----------- | ----------- | ----- |
| ACa      | motorkocsi  | 07201–07211 | 1911  |
| ACa vill | motorkocsi  | 400–410     | 1925  |
| ACa vill | motorkocsi  | 485–495     | 1928  |
| AC       | mellékkocsi | 03501–03504 | 1911  |
| AC       | mellékkocsi | 44000–44003 | 1925  |
| Cx       | mellékkocsi | 59057–59060 | 1928  |
| CF       | mellékkocsi | 04001–04002 | 1911  |
| CFx      | mellékkocsi | 59200–59201 | 1928  |

Az 50 km/h legnagyobb engedélyezett sebességű motorvonatok I. o. ülőhelyeinek száma 20, a III. o. (CF) járművek pedig 20 ülőhelyesek voltak. Az alapvetően a teherforgalom lebonyolítására négy B’B’ tengelyberendezésű 40 km/h legnagyobb engedélyezett sebességű EM1-EM4 (később 51 001–004 és V51 001–004) pályaszámú Prága-Smíchovban épült tehervonati mozdonyok a váci vonalon 70 km/h sebességnél 210 t-s, 40 km/h-nál 160 t-s, a gödöllőin pedig max. 30 km/h sebességnél 120 t-s vonatokat tudtak továbbítani. A motorkocsikat 1932-től távvezérlő berendezésekkel szerelték fel. A szerelvények összeállítása kezdetben a váci vonalon 2M + 2P vagy egy mozdony és 6 kocsi, a gödöllőin pedig 1M + 1P volt. A növekvő forgalom miatt 1928-ban BCx 44010–44016 pályaszámokkal a Ganz-gyárban épült vegyes (II. és III. o.) osztályú kocsikat helyeztek üzembe. Az új járművek csak ideiglenesen csökkentették a zsúfoltságot, ugyanis „… a forgalom 1911 óta Pest körül erős letelepedési folyamat indult meg. E vonal forgalma is annyira megnövekedett, hogy a teljes menetrend szerint közlekedő vonalakon reggel, délután és este fürtökben lógnak az emberek. Nem újdonság e vonalon az ütközőn, a lépcsőn való utazás. A villamos járműpark csúcsterhelést bonyolít le ma rendes terhelésként. Előfordul, hogy Cx Bx kocsiból 90-100 ember száll ki. E terhelések már a kocsi részére is túlterhelést jelentenek. Ez a tény és a pálya gyenge állapota az 50 km/ó sebességgel közlekedő kocsiknál gyakran rugótörést is okoz.”
A nagy zsúfoltság, illetve a járműhiány miatt a járműveket főműhelyi szintű karbantartásra nem tudtak leállítani, de sokszor még a Vácon lévő motorszínben sem tudták az előírásokban rögzítetteket betartani, a 6 havi revíziók rendre elmaradtak. Az új járművek beszerzésére a vasút műszaki szakemberei a forrást a meglévő szerződés új alapokra Bánhida mellett elsősorban a „3.4 fill/ kwo egység árnál a Phöbusnál 8-9 fillért fizetünk… Új szerződésre olcsóbb áramra kellene kényszeríteni a Phöbust és ez esetben a vontatójárművek szükségszerű növelése és a vonalak erősebb kiterhelése kifizetődő volna.”
A második világháború eseményei következtében kényszerű üzemszünet következett be. 1944 őszén egy német katonai szállítmány túlméretes rakománya (pontonhíd elemei) Gödöllő és Vác között megpreparálták a felsővezeték tartóoszlopait. A bombázások miatt akadozott az áramellátás. A vonat elmenetele után még egy katonai vonat közlekedett, majd a német hadsereg egy talpfaszaggató géppel tette használhatatlanná a pályát, a váltókat pedig felrobbantották.
1944. december 8-án Veresegyházról 12:30-kor közlekedett az utolsó személyvonat Rákospalota-Újpestre. A második világháborúban a felsővezeték tönkrement, így gőz-, majd dízelvontatás vette át az forgalmat.
==

### A gőz- és dízelvontatás
Még tartott a világháború, amikor Gödöllő–Vác közötti szakasz helyreállítása megkezdődött, mivel e szakasznak a szovjet parancsnokság nagy jelentőséget tulajdonított. Bár a villamos üzem ismételt felvételére többféle terv született (Kandó-rendszer, BHÉV általi üzemátvétel stb.), de arra részben beruházásigényesség, részben járműokok miatt nem került sor. A Rákospalota-Újpest–Veresegyház közötti szakaszon, a forgalom 1946. február 16-án indult újra, majd mintegy három hónappal később Veresegyház és Vác között. A veresi vonalon a személyforgalom MÁV 375 sorozatú, a gödöllőin MÁV 275 sorozatú gőzmozdonyokkal történt. A mögéjük kapcsolt kocsik különböző típusú kéttengelyes személykocsik voltak, ami éppen rendelkezésre állt. Az 1950-es évek végén itt is megjelentek a vasvázasított kocsik különböző típusai. A kocsik száma Rákospalota-Újpest felé 6-10 kocsi. A kisebb forgalmú gödöllői szakaszon 2 , később 4 kocsi. A Bahv kocsik számának növekedésével a kocsik és a vezérlőkocsik Vác és Rákospalota-Újpest/Nyugati pu. közötti viszonylatban is mind több szerelvényben/vonatban közlekedtek. A mozdonyok először MÁV 32b, majd a fővonali dízel- és villamos vontatás mind nagyobb térnyerésével MÁV 424 sorozatú mozdonyok voltak.
A vasutakról szóló 1968. évi IV. törvény – közismert nevén az 1968-as közlekedéspolitikai koncepció – egyik első áldozata a VBG Veresegyház–Gödöllő-vasútvonal közötti vonal volt. Ezen a forgalom 1970. július 1-jén szűnt meg. A Nyugati pályaudvarról induló fővonalak - Budapest–Szob-vasútvonal 1971-ben és Budapest–Záhony-vasútvonal 1968-ban átadott - villamosítása után, az 1960-as évek második felétől, dízelvontatással továbbították a Vác–Nyugati között közlekedő vonatokat. A gőzvontatású vonatok csak Rákospalota-Újpestig közlekedhettek a főváros illetve a Nyugati pályaudvar és környéke levegőjének védelmében. Először MÁV M44 majd MÁV M41 sorozatú mozdonyok közlekedtek. 1972-ben üzemelték be a Központi Forgalmirányító berendezést.
Veresegyház város fejlődése Ivacs néven új megállóhely létesítését igényelte. Átadására 1992. május 1-jén került sor.

### A villamos üzem ismételt felvétele
1974-re a fővárosba bevezető vonalakból az esztergomi, a lajosmizsei és a veresegyházi vonalak maradtak fenn nem villamosítottként. Légszennyezési, zajvédelmi, energetikai okokból, a fenntartási költségek és a menetidő csökkentése érdekében ezen kisebb forgalmú vonalak villamosítása „örök-téma” volt a magyarországi villamosítás további kiterjesztése kapcsán. 1991 májusában az Országgyűlés elfogadta a koncesszióról szóló 1991. évi XVI. törvényt. A törvény adta új lehetőséget számba véve a MÁV 1992 nyarán a Közlekedési-, Hírközlési és Vízügyi Minisztérium vezetőjétől levélben kérte a vasút villamosítási feladatok koncesszió keretében történő megvalósítását. 1992. december 18-án tenderfelhívás jelent meg a Balatonszentgyörgy–Murakeresztúr, a Székesfehérvár–Szombathely, a Rákospalota-Újpest–Vácrátót, a Hatvan–Somoskőújfalu oh. és a Szabadbattyán–Tapolca–Keszthely vonalak koncesszióban való villamosítására.
A pályázatra 6 cég jelentkezett, a győztes az olasz Co.Ge.Co., S.p.A. lett. Időközben további pénzügyi és gazdaságossági vizsgálatok után csak a Balatonszentgyörgy–Murakeresztúr, Székesfehérvár–Szombathely és a Rákospalota-Újpest–Vácrátót vonalakat kívánta – egyelőre – a MÁV villamosítani. A koncessziós szerződést 1996. december 18-án a KHVM és az időközben létrejött VIACOM Hungária első Olasz-Magyar Vasút-villamosítási Koncessziós Rt. kötötte meg. (A részvénytársaságot a Co.Ge.Co.S.p.A. (51%), MÁV Rt. (30%), Elioplan Kft. (15%), Mogürt Transcommerce (4%) alkotta.) Az első felsővezetéki oszlop ünnepélyes felállítása 1998. április 6-án Fóton történt meg Sípos István vezérigazgató jelenlétében. A 2,2 milliárd Ft-os beruházási összegből létesített villamosított hálózaton a kísérleti üzem 1999. január 30-án indult. Az ünnepélyes üzembevételre közel egy hónapos próbaüzem után 1999. február 23-án került sor Katona Kálmán miniszter és Kukely Márton vezérigazgató jelenlétében. Az újonnan/ismét villamosított vonalon 1999. május 21-ig a személyforgalmat MÁV V43 sorozatú mozdony vontatta ingaszerelvényekkel bonyolították le, a megjelölt időponttól kezdve a FLIRT motorvonatok forgalomba állításáig BDVmot sorozatú villamos motorvonatok közlekedtek, a 2004 szeptember 29-ei menetrendváltástól kezdve ütemes menetrend szerint.
A 100 éves vasút születésekor azzal, hogy villamos üzemű volt, korszakalkotó úttörő vállalkozás volt. Az alkotók világosan látták a vasút gazdasági, társadalmi szerepét, településfejlesztő hatását. A vasút három jól elkülöníthető korszaka sajátos technikatörténeti karakterekkel bírt, bír. A járművek, az infrastruktúra és közlekedésszervezési szempontjából megújulásra váró vasútvonal közeljövőbeni újjászületésével az elővárosi közlekedésben jelentős szereppel bírhat.

### Napjainkban
A vasútvonal jelenlegi felépítménye jellemzően hézagnélküli, a sínek 48 kg/fm rendszerűek, „LM” jelű vasbetonaljakon fekszenek. Az állomási mellékvágányokban azonban különféle egyéb felépítmény található.
A vonal Vácrátót–Vác szakaszát 1985-ben, Rákospalota-Újpest–Vácrátót szakaszát 1999-ben villamosították újra.
2023. december 10-től Alagimajor megállóhelyen feltételes megállási rendet vezettek be.
Hétköznap csúcsidőben rendszeresek a 15-20 perces késések a pálya állapota és a kitérők hiánya miatt.

#### Maximális sebesség
A pálya gyenge alépítménye miatt a vonalon mozdony vontatású szerelvények 40 km/h, motorvonatok 60 km/h sebességgel közlekedhetnek.
Állandó lassújelek:
| Kezdőpont                      | Végpont               | Hossz [km] | Sebesség [km/h] |
| ------------------------------ | --------------------- | ---------- | --------------- |
| Nyugati pályaudvar             | Rákosrendező          | 3          | 60              |
| Rákosrendező (északi elágazás) | Rákospalota-Újpest    | 5          | 80              |
| Rákospalota-Újpest             | Rákospalota-Kertváros | 2          | 40              |
| Rákospalota-Kertváros          | Fót                   | 6          | 60              |
| Fót                            | Fótújfalu             | 1          | 40              |
| Fótújfalu                      | Csomád                | 4          | 40–60           |
| Csomád                         | Ivacs                 | 5          | 40–60           |
| Ivacs                          | Őrbottyán             | 5          | 40–60           |
| Őrbottyán                      | Őrbottyán             |            | 20              |
| Őrbottyán                      | Vácrátót              | 8          | 40–60           |
| Vácrátót                       | Vácrátót              |            | 20–40           |
| Vácrátót                       | Vác                   | 10         | 80              |

### Tervezett fejlesztések
A vonalon komoly fejlesztéseket terveznek:
- A sebességet az eddigi 60-ról 80–100 km/h-ra tervezik növelni,
- Rákospalota-Kertváros – Fót valamint Fótfürdő – Ivacs szakaszokon megépítik a második vágányt,[forrás?]
- elavult biztosítóberendezések (alakjelző, teljes sorompó) korszerűsítése,[forrás?]
- állomásközök térközösítése,[forrás?]
- P+R-beruházás is tervben van,
- akadálymentesítik az állomásokat, peronokat,
- a forgalmas közúti keresztezéseket külön szintűvé alakítják.

Mivel a tervezett sebesség nem haladja meg a 120 km/órát, nem szükséges az ETCS kiépítése és így azonnal alkalmazható lesz az emelt sebesség.

### Viszonylatszámok
A többi elővárosi vonallal együtt 2014. december 14-én megjelentek a viszonylatszámok az utasok jobb tájékoztatása érdekében. A viszonylatszámok a vonatok megállási rendjére utalnak. A személyvonatokat S-sel, a gyorsított vonatokat G-vel jelölik.

## Járatok
A lista a 2022–2023-as menetrend adatait tartalmazza.

| Vonat          | Útvonal                                         |
| személyvonatok | személyvonatok                                  |
| -------------- | ----------------------------------------------- |
| S71            | Budapest-Nyugati – Veresegyház – Vác            |
| G71            | Budapest-Nyugati – Veresegyház – Vácrátót – Vác |
| S77            | (Hatvan –) Aszód – Vác                          |

## Járművek
A teljes elővárosi forgalmat FLIRT motorvonatokkal bonyolítják, hétköznapokon BVmot motorvonatokkal kiegészítve. Korábban BDVmot motorvonatok, előtte MÁV M41-es dízelmozdonyok közlekedtek ingavonatokkal. Gyér teherforgalom jellemző a vonalon, hetente egy tehervonat jár a rákospalotai iparvágányokra.

## Érdekességek
- A vasútvonal bejárható virtuálisan a Microsoft Train Simulator játékkal is, ha letöltjük az Alföld nevű magyar kiegészítőt hozzá.[19]
- E vasútvonalról eltűnt vonatszerelvényről szól Fehér Béla Közlemény a Vácra tartó elveszett vonatról című humoreszkje; az írás szerint a Budapestről 2001. május 21-én elindult, de célállomásaira később már meg nem érkező szerelvényt, amit egy NOHAB mozdony vontatott, a következő tizenegy évben háromszor látták: egyszer Vietnámban, egyszer egy kongói szárnyvonalon, egyszer pedig a kanadai Klondike közelében.

## Galéria

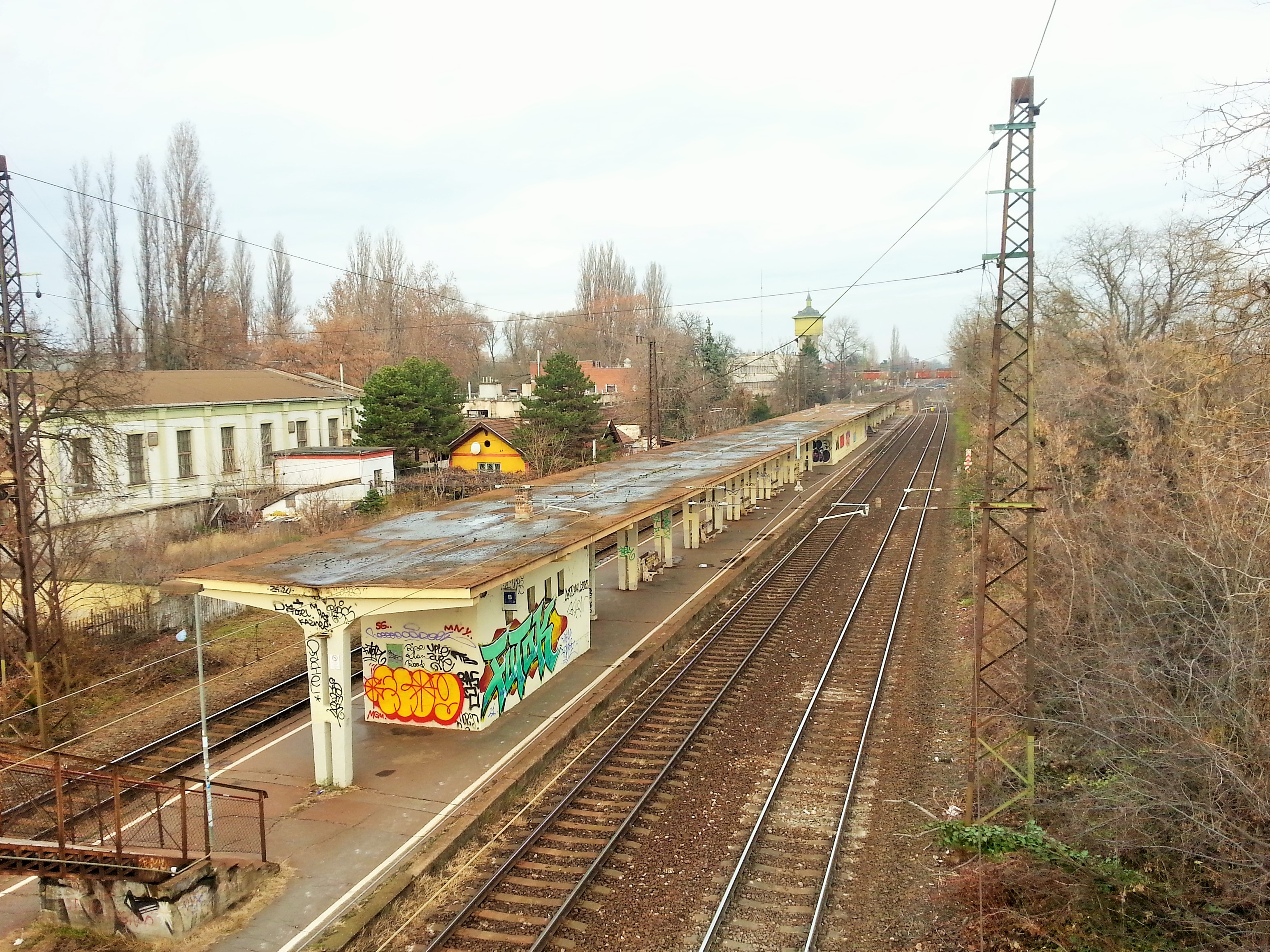
Istvántelek megállóhely (2021)
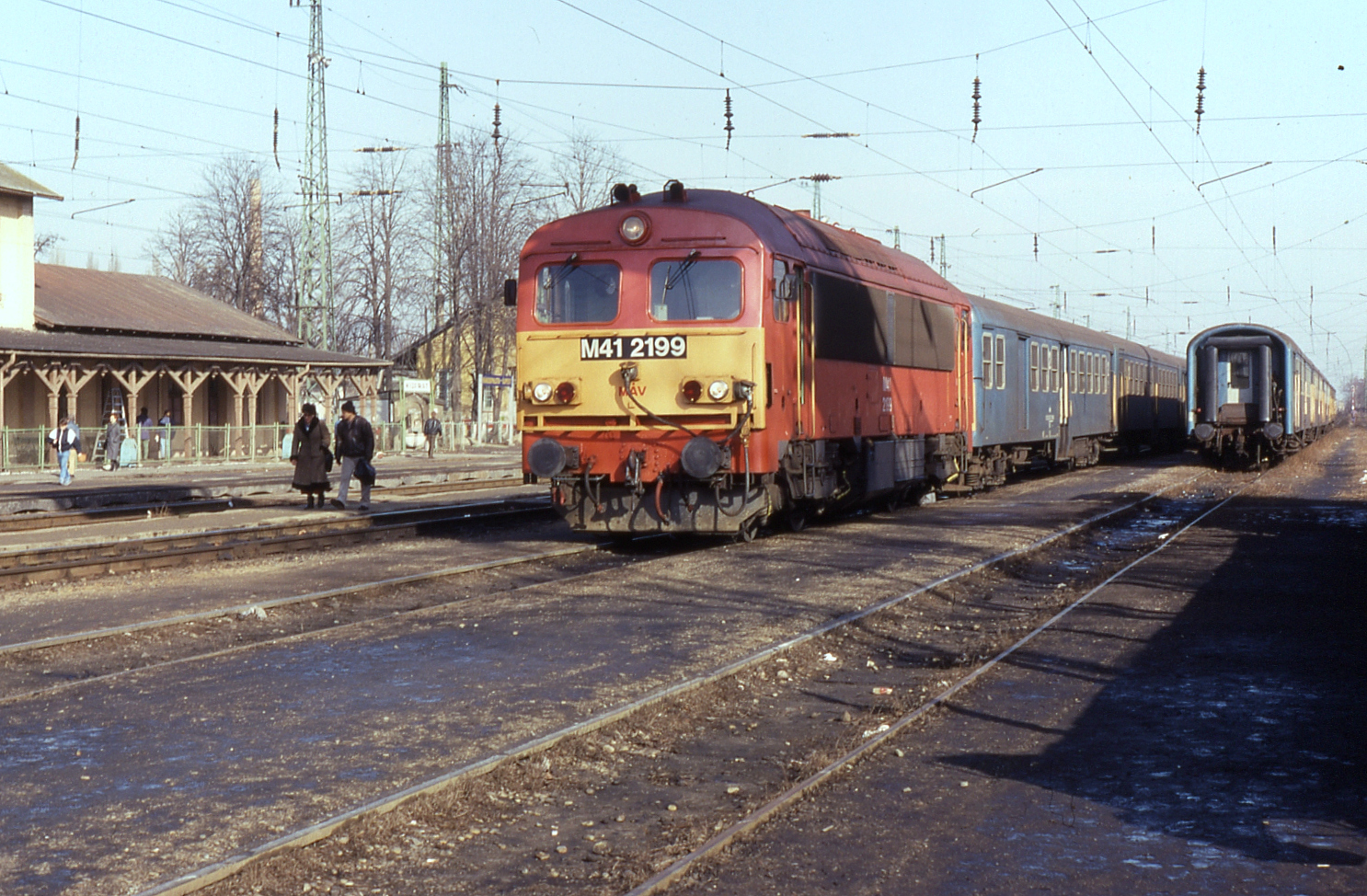
Vácról érkező vonat Rákospalota-Újpest állomáson (1992)
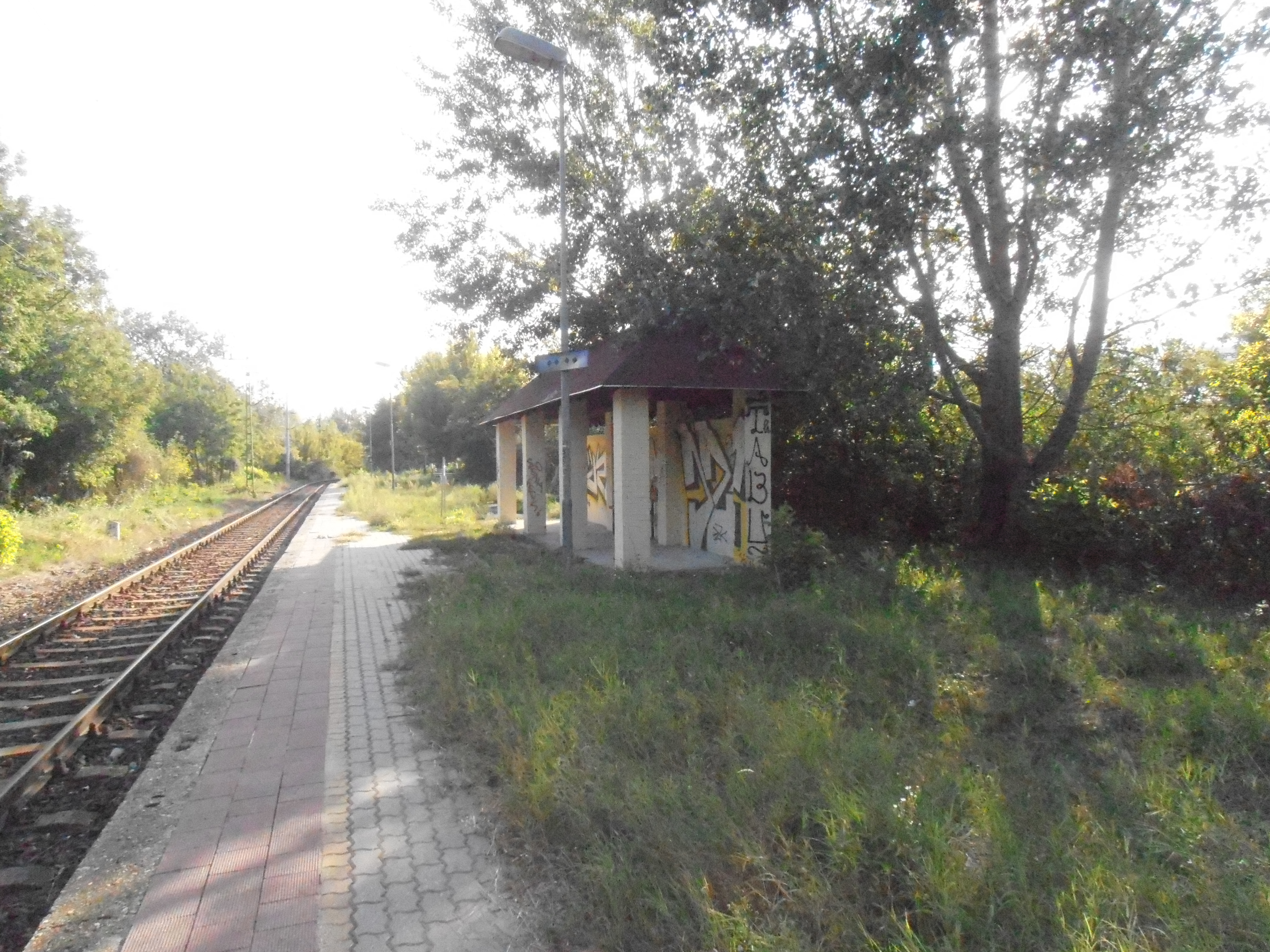
Alagimajor megállóhely (2017)
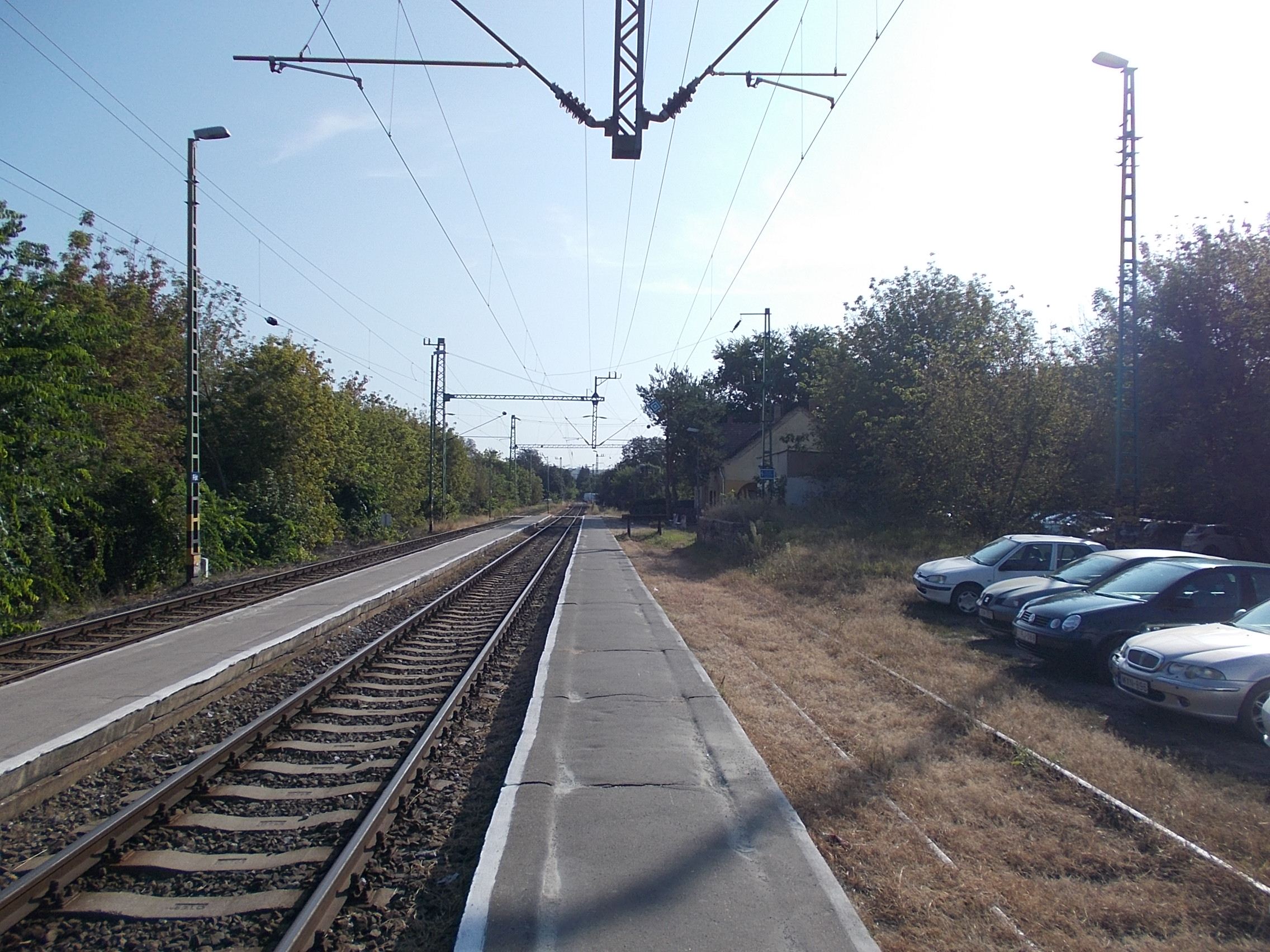
Fót vasútállomás (2020)
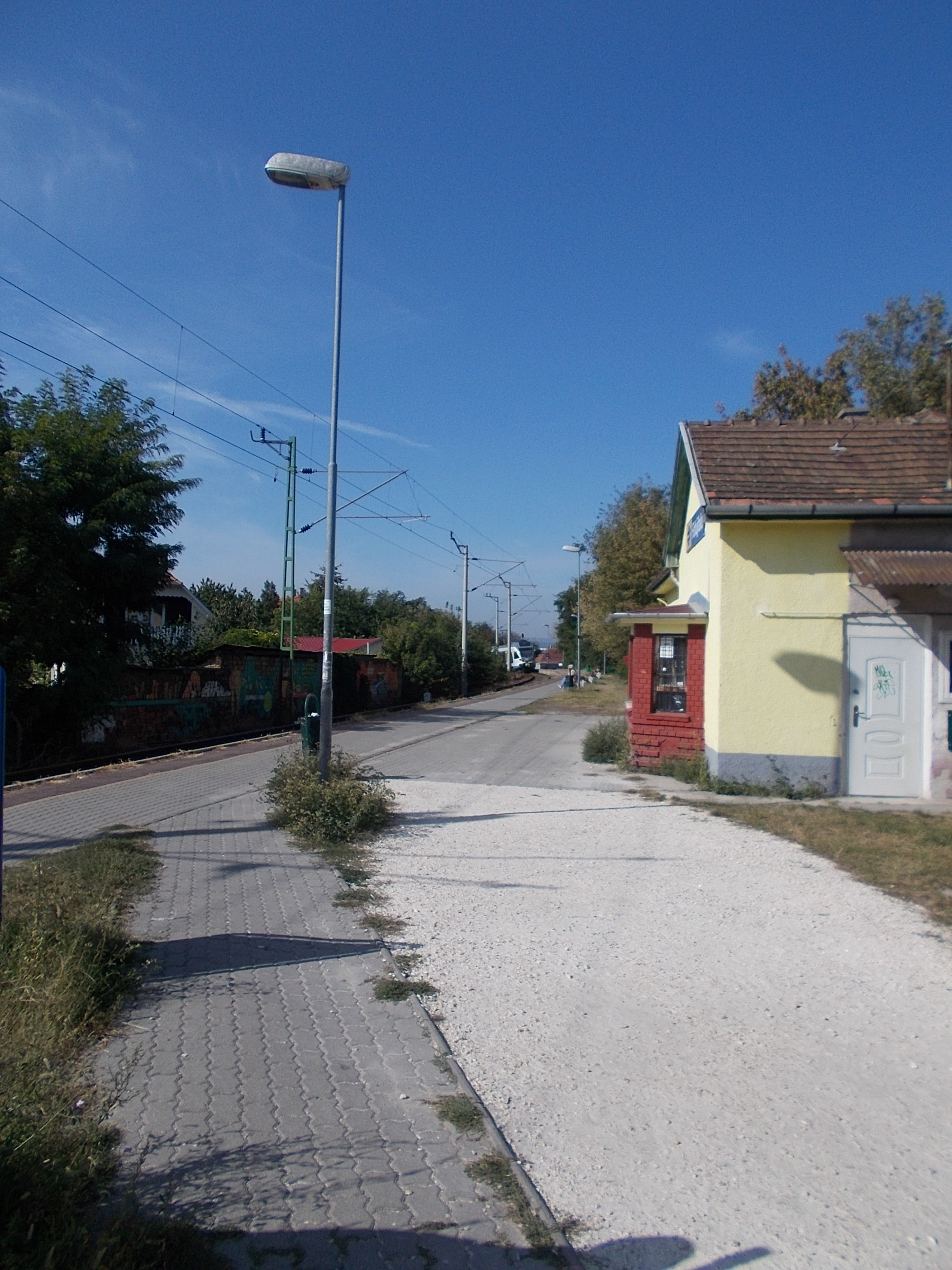
Fótújfalu megállóhely (2020)
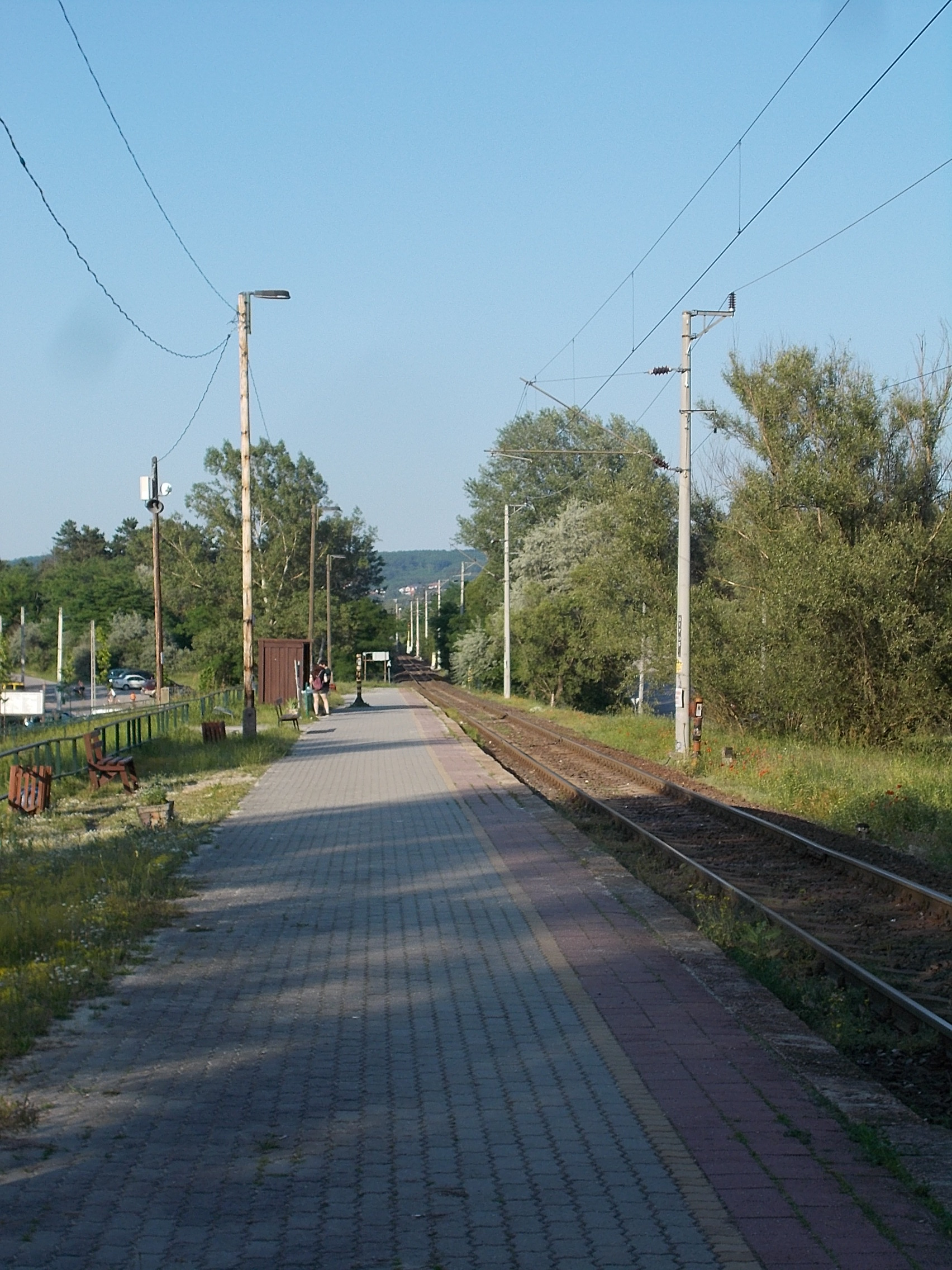
Ivacs megállóhely (2019)
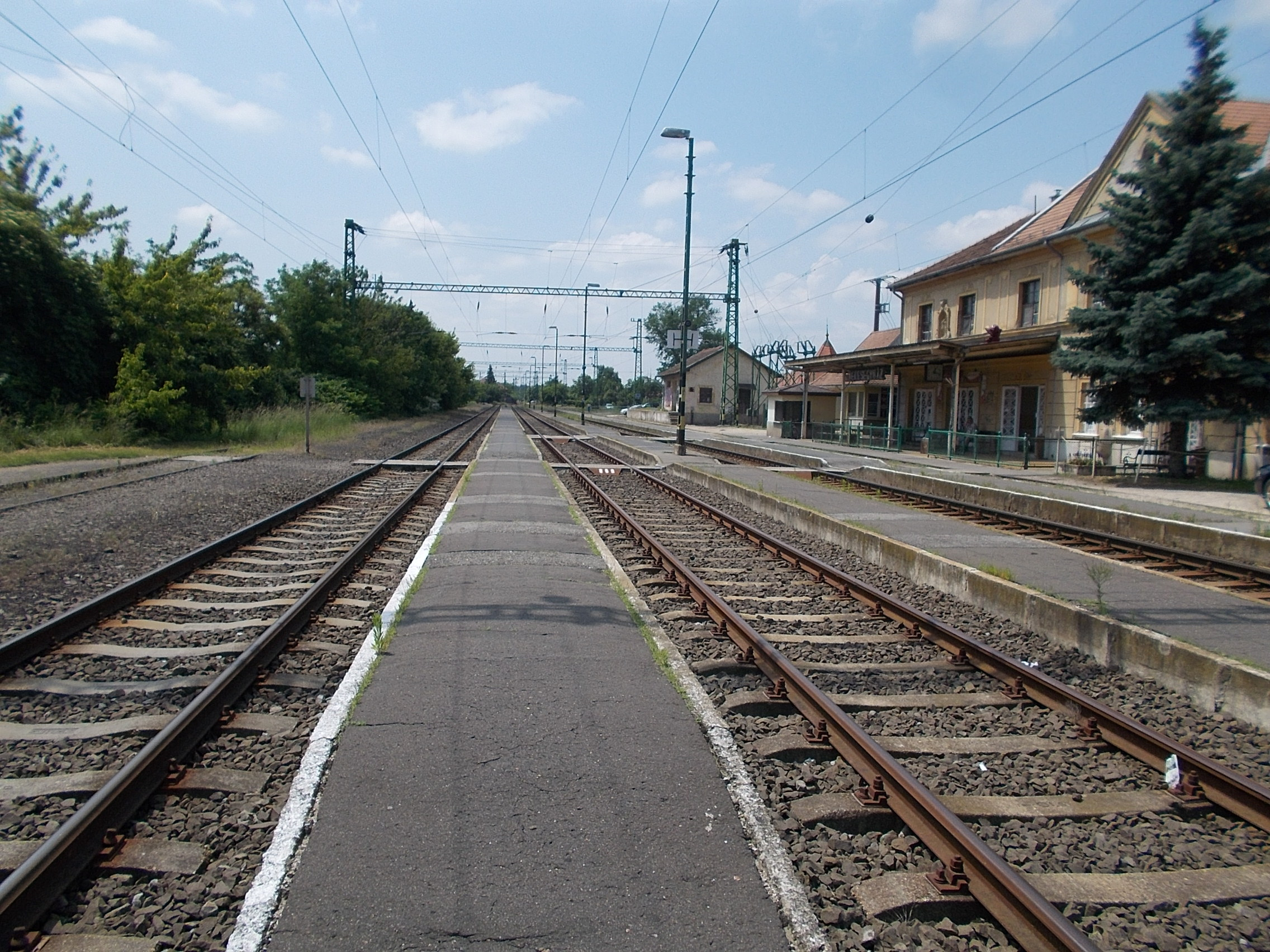
Veresegyház vasútállomás (2019)
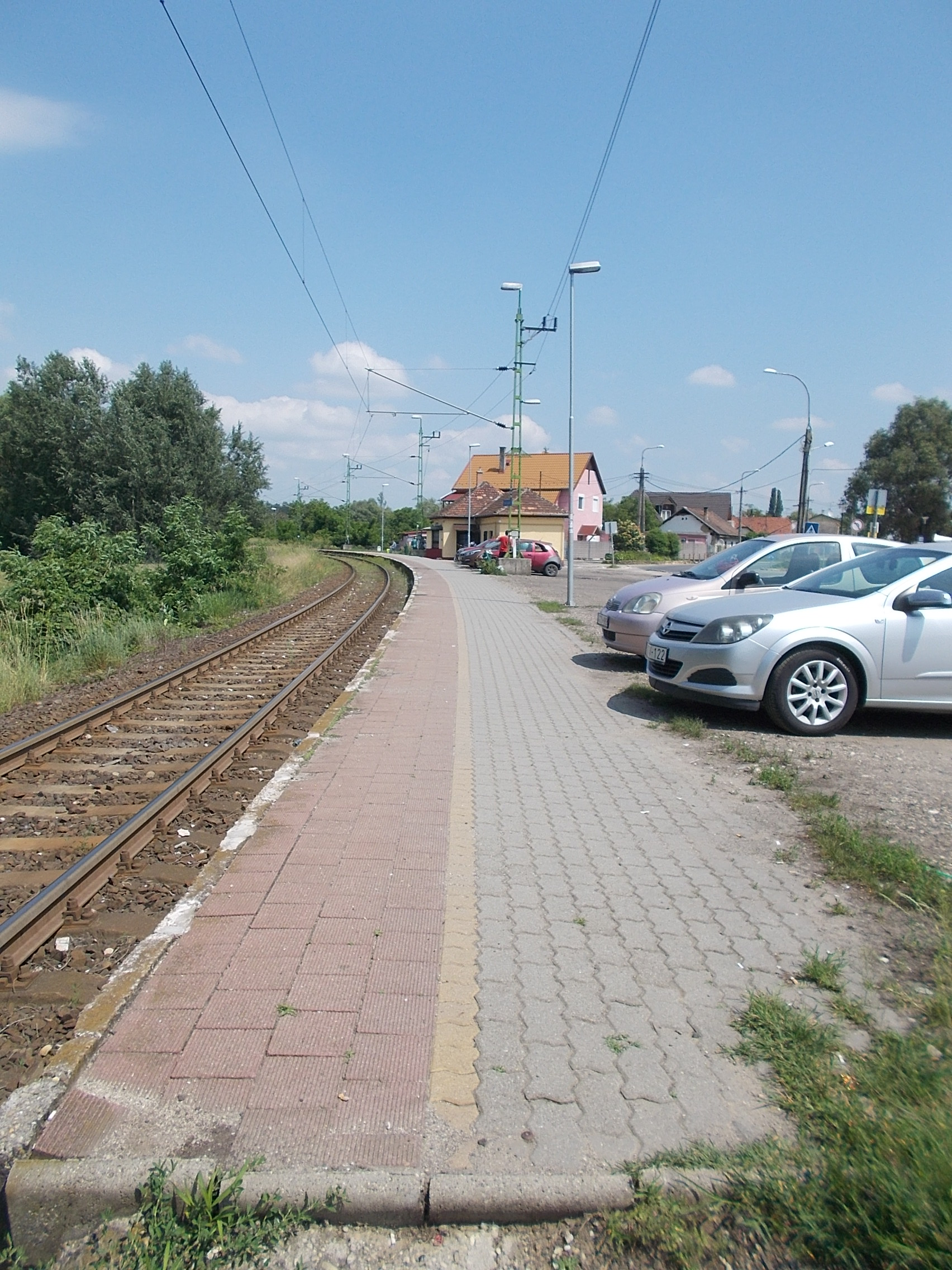
Erdőkertes megállóhely (2019)